# Heather Dewey-Hagborg
Heather Dewey-Hagborg (4 de junio de 1982, Filadelfia, Pensilvania) es una artista de la información y bio-hacker. Es más conocida por su proyecto Stranger Visions: una serie de retratos creados a partir de ADN recuperado de elementos desechados, como cabello, cigarrillos y chicle, que realizó mientras vivía en Brooklyn, Nueva York. Ella secuenció el ADN en el laboratorio de biotecnología abierta de Brooklin, Genspace. Del ADN extraído, determina género, etnia y otros factores, y posteriormente utiliza un software generador de caras y una impresora 3D para crear un retrato tridimensional. Algunos críticos han encontrado su trabajo perturbador aunque decisivo en materia de tecnología y vigilancia.

## ProyectoStranger Visions

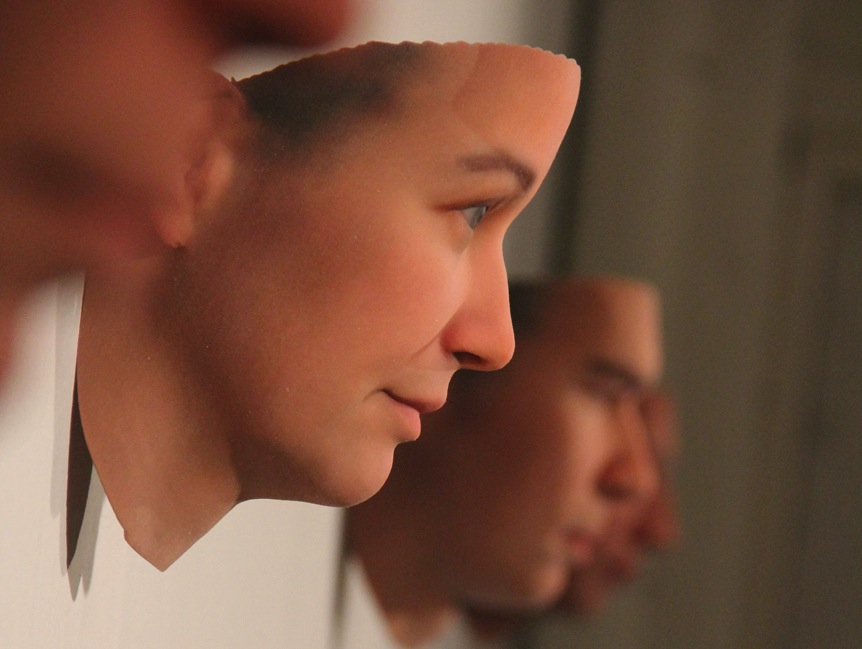
Retratos de Stranger Visions (2012)

Stranger VIsions (2012–2014) una exploración artística del ADN basada en la ciencia. Utiliza el ADN como punto de partida para los modelos naturalistas de tres dimensiones generados por ordenador.

## Subvenciones y premios
- 2013 VIDA 15.0 Arte y Vida Artificial Premios Internacionales, especiales menciona[6]
- 2012 Artista Residency y Jerome Fundación Grant, Clocktower Galería, Manhattan, N.Y.[7]
- 2012 Residency en Eyebeam[8][9]
- 2008 Artista Residency y Grant, Espacio de Escultura, Utica, Nueva York.[10]